# Коледара
Коледара (итал. Colledara) је насеље у Италији у округу Терамо, региону Абруцо.
Према процени из 2011. у насељу је живело 564 становника. Насеље се налази на надморској висини од 417 м.

## Становништво
| 1931. | 1936. | 1951. | 1961. | 1971. | 1981. | 1991. | 2001. | 2011. |
| ----- | ----- | ----- | ----- | ----- | ----- | ----- | ----- | ----- |
| 2.914 | 3.218 | 3.509 | 2.867 | 2.288 | 2.085 | 2.155 | 2.199 | 2.237 |